# Immortal Technique
Felipe Coronel (ur. 19 lutego 1978, Lima, Peru), znany jako Immortal Technique – amerykański raper pochodzenia latynoskiego i działacz polityczny.
Znakomita większość tekstów Immortal Technique to lewicowe spojrzenie na aktualne wydarzenia społeczne i polityczne. W swoich utworach koncentruje się na:
- problemie ubóstwa szerokich rzesz ludności Stanów Zjednoczonych oraz niesprawiedliwości i nierówności międzynarodowej polityki ekonomicznej (głównie w obszarze dotyczącym Ameryki Łacińskiej);
- proteście przeciwko więzieniu Mumii Abu-Jamala (którego głos można usłyszeć w wielu utworach Immortal Technique);
- militaryzmie i groźnych konsekwencjach rozwoju przemysłu militarnego w Stanach Zjednoczonych;
- mediach, które powszechnie preferują ideologię konserwatywną i służą interesom korporacji finansowych;
- rasizmie.

W 2001 roku wydał własnymi środkami swój debiutancki album Revolutionary, Vol. 1 (w nakładzie 2500 sztuk). Chcąc pozostać niezależnym, w 2004 r. założył własną wytwórnię Viper Records, dzięki której w tymże samym roku ukazała się jego druga płyta Revolutionary, Vol.2 oraz składanka The Silenced Revolution. 24 czerwca 2008 roku ukazał się trzeci album artysty pt. The 3rd World. W 2011 roku Immortal Technique wydał dostępną w internecie za darmo płytę pt. The Martyr.

## Życiorys

### Wczesne lata
Felipe Coronel urodził się w szpitalu wojskowym Limy. W Peru żył tylko kilka lat, gdyż jego rodzina emigrowała do Stanów Zjednoczonych uciekając przed regionalnymi konfliktami, (w których brały udział także Stany Zjednoczone poprzez szkolenie i finansowanie tamtejszych prawicowych grup paramilitarnych oraz poprzez agentów CIA) i ogromną inflacją – zjawiskami wspólnymi dla całej Ameryki Południowej w początkach lat 80. XX wieku.
Po przybyciu do Nowego Jorku, zamieszkał w Harlemie i uczęszczał do Hunter College Elementary and High School, następnie zaś dostał się do Penn State University. Jak większość młodych ludzi z jego dzielnicy popadał w konflikty z prawem, głównie za wdawanie się w bójki i malowanie graffiti. Wiele nocy zdarzało mu się spędzać w więziennej celi.

## Poglądy społeczne i polityczne
Immortal Technique zapoznaje słuchaczy swojej muzyki ze swoimi poglądami na sprawy polityki, socjologii i religii. Wiele z jego zapatrywań blisko nawiązuje do stanowiska współczesnego marksizmu, co można usłyszeć w utworze "Poverty of Philosophy" ("Nędza filozofii") z albumu Revolutionary, Vol. 1. W swoich piosenkach zmaga się z mnóstwem współczesnych problemów polityczno-społecznych, poruszając sprawy zamordowania przez FBI prominentnego działacza Czarnych Panter Freda Hamptona; ustanowienia przez amerykański rząd neokonserwatywny "nowego porządku świata"; 11 września; zastrzelenia przez nowojorską policję Amadou Diallo; militarnej okupacji Palestyny przez wojska Izraela; polowania, schwytania oraz zamordowania przez agentów CIA działacza rewolucyjnego Che Guevary; śmierci senatora Paula Wellstone'a; projektu kontroli mózgu MKULTRA opracowywanego przez CIA – by wymienić tylko kilka. Określa się jako "bojownik socjalistyczny", ale odrzuca jakiekolwiek przystępowanie do istniejących partii politycznych. Muzyka Immortal Technique inspirowana jest przez historyczne i raczej polityczne postaci takie jak Malcolm X, Che Guevara, Cesar Chavez, Augustus Sandino, Marcus Garvey, oraz Túpac Amaru.
Identyfikuje się z Ruchem na rzecz Prawdy o 11 września (9/11 Truth Movement).
Często krytykując politykę rządu amerykańskiego, Immortal Technique wskazuje na nierówności społeczne i propaguje wysoce zaangażowane postawy aktywizmu społecznego i rewolucji. Zwalcza amerykański nacjonalizm i jingoizm, nastawienie prawicowe i cenzurę mass mediów, używanie w Iraku przez wojska Stanów Zjednoczonych broni ze zubożonym uranem.

## Dyskografia
- Revolutionary Vol. 1 (2001, Viper Records)
- Revolutionary Vol. 2 (2003, Viper Records)
- The 3rd World (2008, Viper Records)
- The Martyr (2011, Viper Records)

## Aktywność pozamuzyczna
Immortal Technique jest współzałożycielem (wraz z Erykah Badu, Mos Def, Talib Kweli i Dead Prez) Grassroots Artists MovEment (G.A.ME) – międzynarodowej organizacji non-profit dla artystów i działaczy społecznych, której podstawowym celem jest przywrócenie tradycji hip-hopu społeczności Czarnych i latynoamerykańskich. Zapewniając bezpłatną pomoc medyczną dla współpracujących z nią artystów undergroundowych jest jedyną taką istniejącą organizacją w ramach przemysłu muzycznego.